# 니다 (가수)
니다(1989년 5월 17일 ~)는 대한민국의 가수, 유튜버다. 2018년 싱글 앨범 [잊혀지다]로 데뷔했다.

## 방송
- 내일은 국민가수 (2021) - Top111

## 공연
- 2020 신한두드림 크리에이터 페스티벌 (2020)

## 기타
- FEB <Real Love> (2019) - 피처링
- 1041 <보내줄게> (2019) - 보컬 참여